# Marienkirche (Lindos)

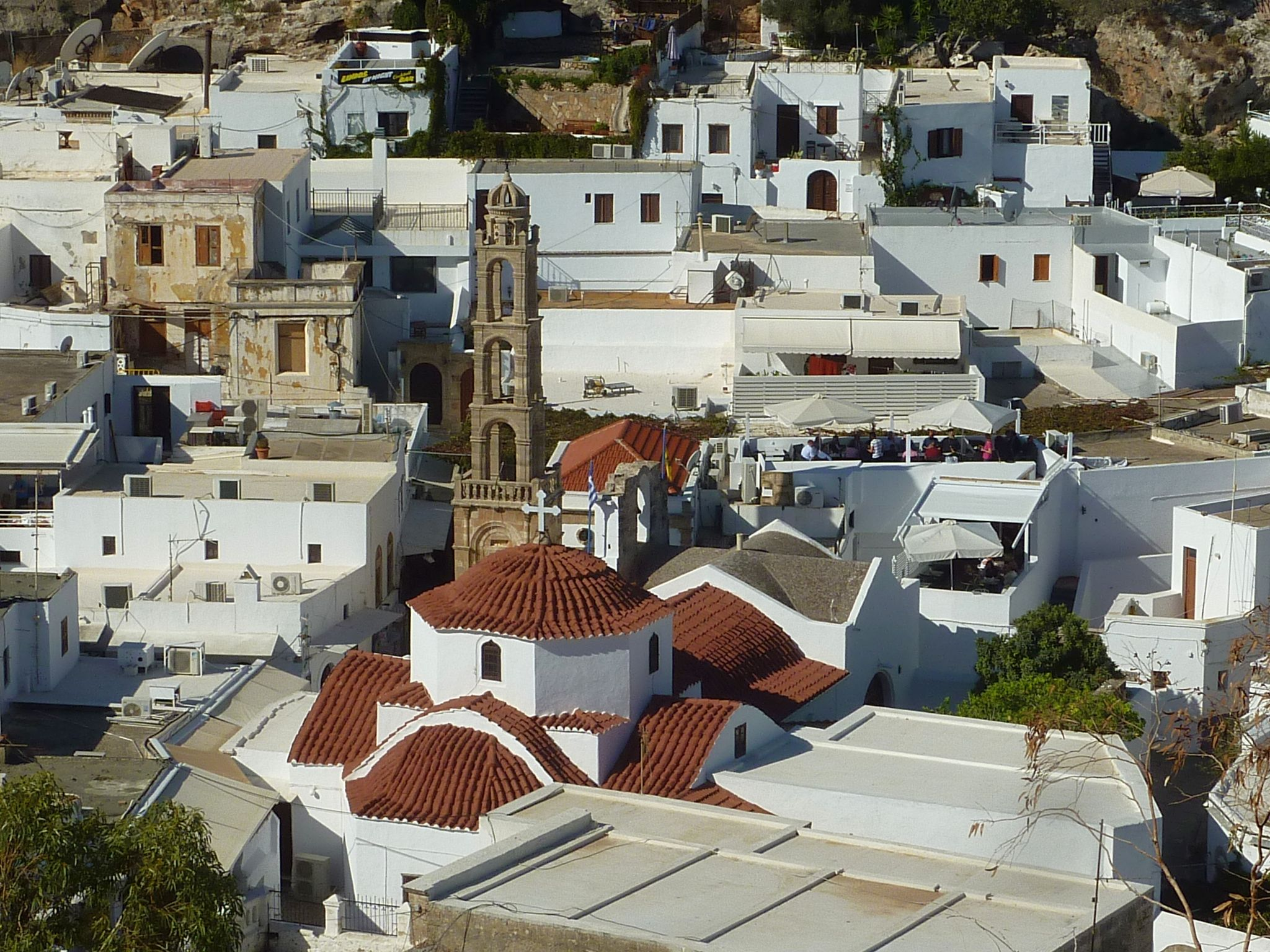
Die Marienkirche in Lindos von der Akropolis aus. Erkennbar der Narthex mit der Oberseite des Kreuzrippengewölbes

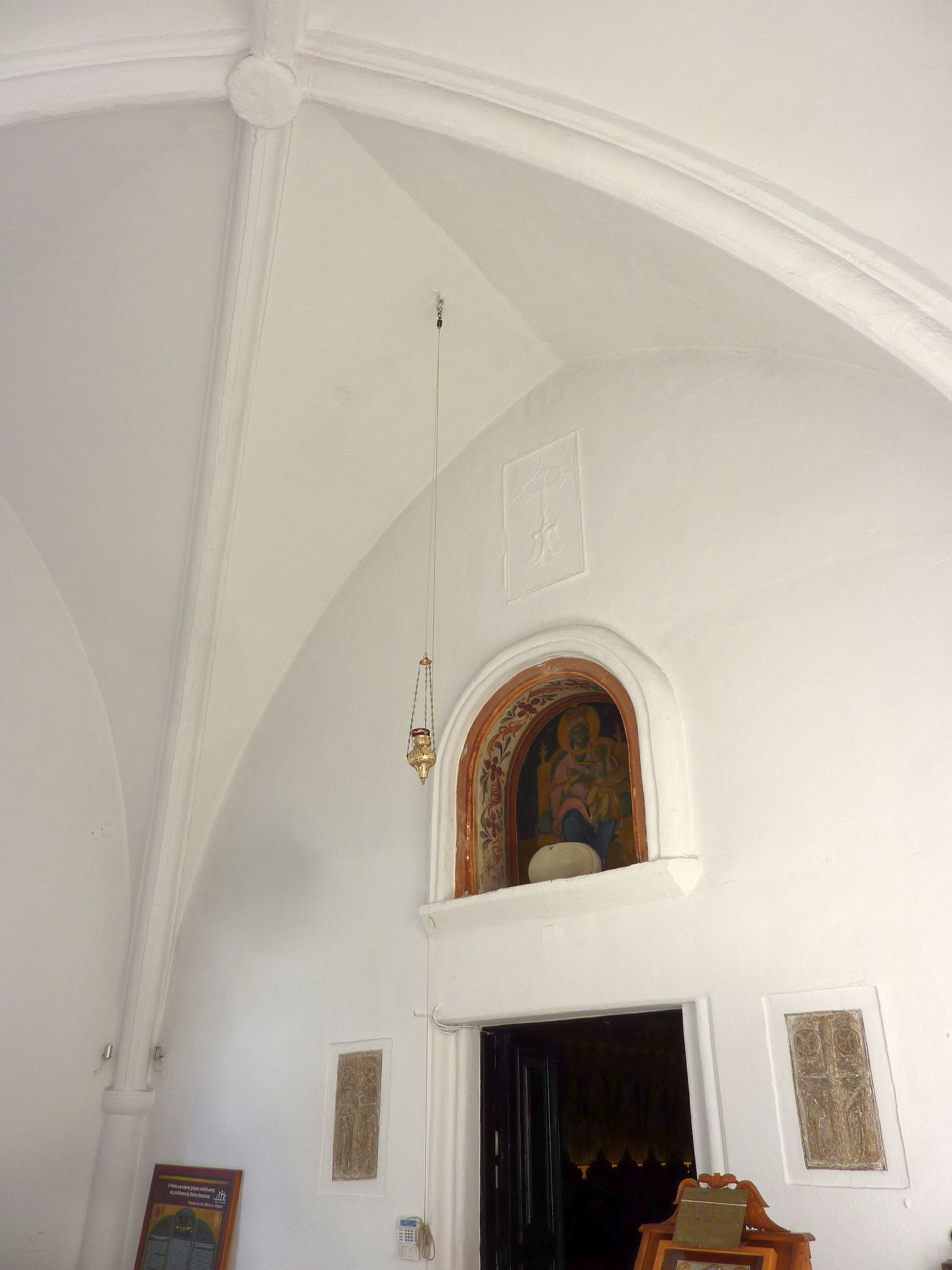
Gotisches Gewölbe im Narthex

Die nahezu vollständig in den engen Altstadtgassen eingebaute Marienkirche (Panagia von Lindos) (griechisch Παναγία της Λίνδου) in Lindos auf Rhodos wurde im 15. Jahrhundert errichtet und ist vor allem durch ihre Freskenmalereien sehenswert.

## Beschreibung
Eine ältere der Gottesmutter geweihte Kreuzkuppelkirche aus dem 14. Jahrhundert wurde im Auftrag von  Pierre d’Aubusson, dem Großmeister des Johanniterordens, 1489/90 im Stil der Gotik umgebaut. Im Westen wurde das Gebäude durch einen offenen Narthex (Vorhalle) mit Kreuzrippengewölbe erweitert. Die Kirche selber zeigt im Grundriss ein lateinisch Kreuz mit Spitztonnengewölbe. Über der Vierung  erhebt sich eine Tambourkuppel. Später wurde ein freistehender Glockenturm errichtet.
Die um 1800 im Kircheninneren angelegten Fresken zeigen im oberen Streifen die Schöpfungsgeschichte. Das Band darunter bildet die zwanzig höchsten Kirchenfeste ab. Darunter wird der Akathistos-Hymnus bebildert. Im unteren Register werden Heilige dargestellt, darunter auch ein Heiliger Christophorus mit Hundskopf. Der Boden der Kirche ist mit den hier üblichen Kieselsteinen ausgelegt. 

## Museum
Zur Kirche gehört ein kleines Museum, in dem liturgische Gewänder und antike Bücher gezeigt werden.

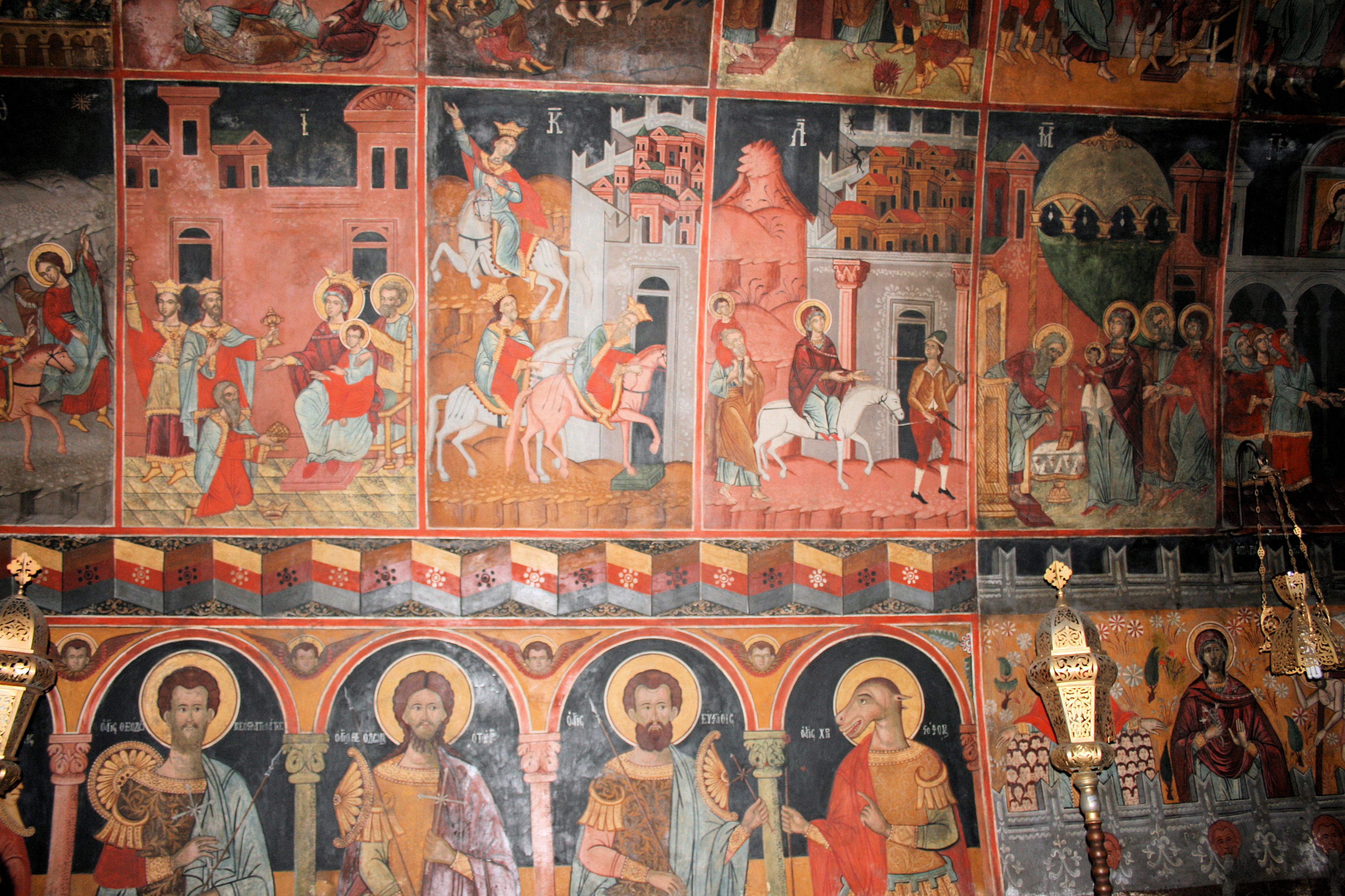
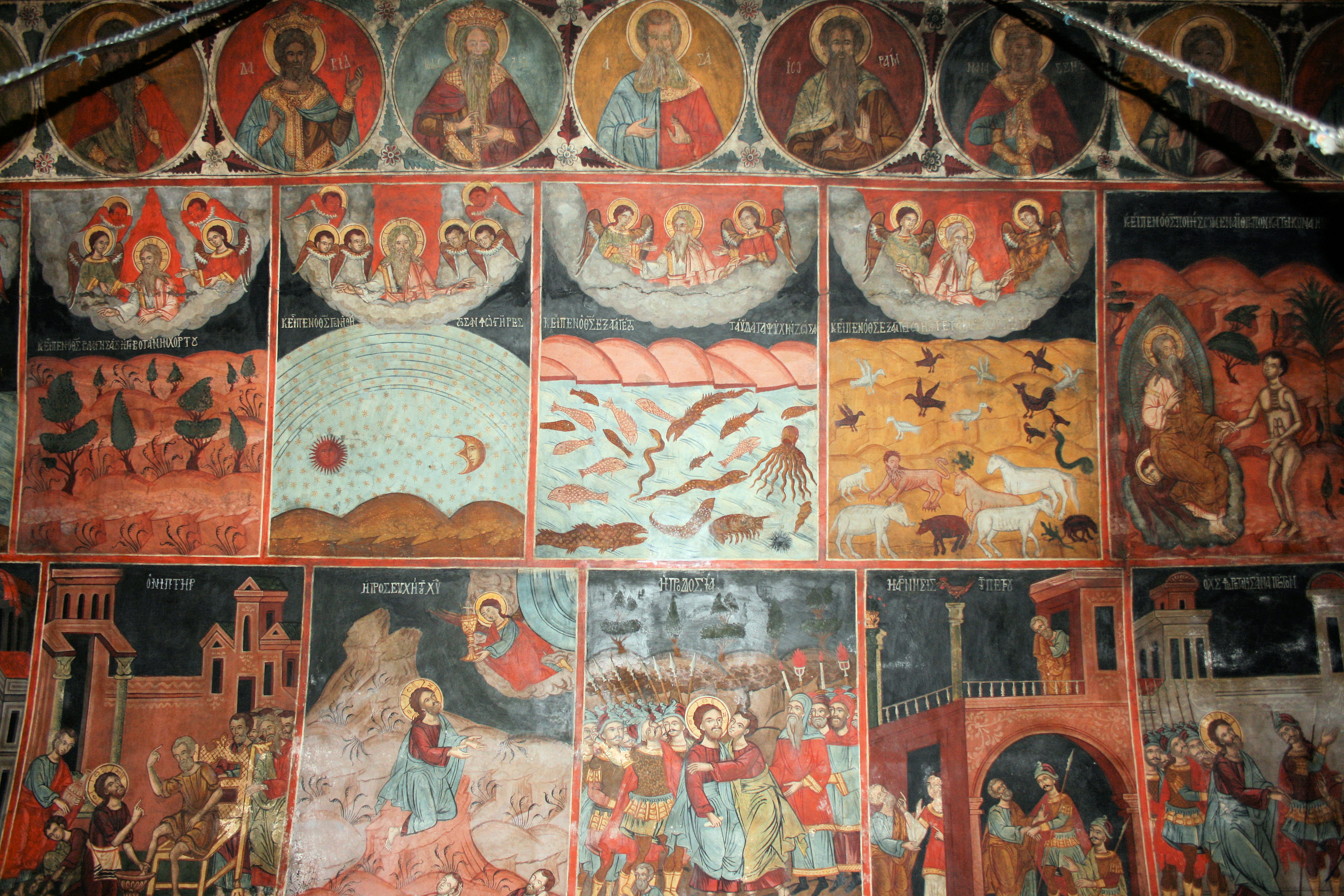
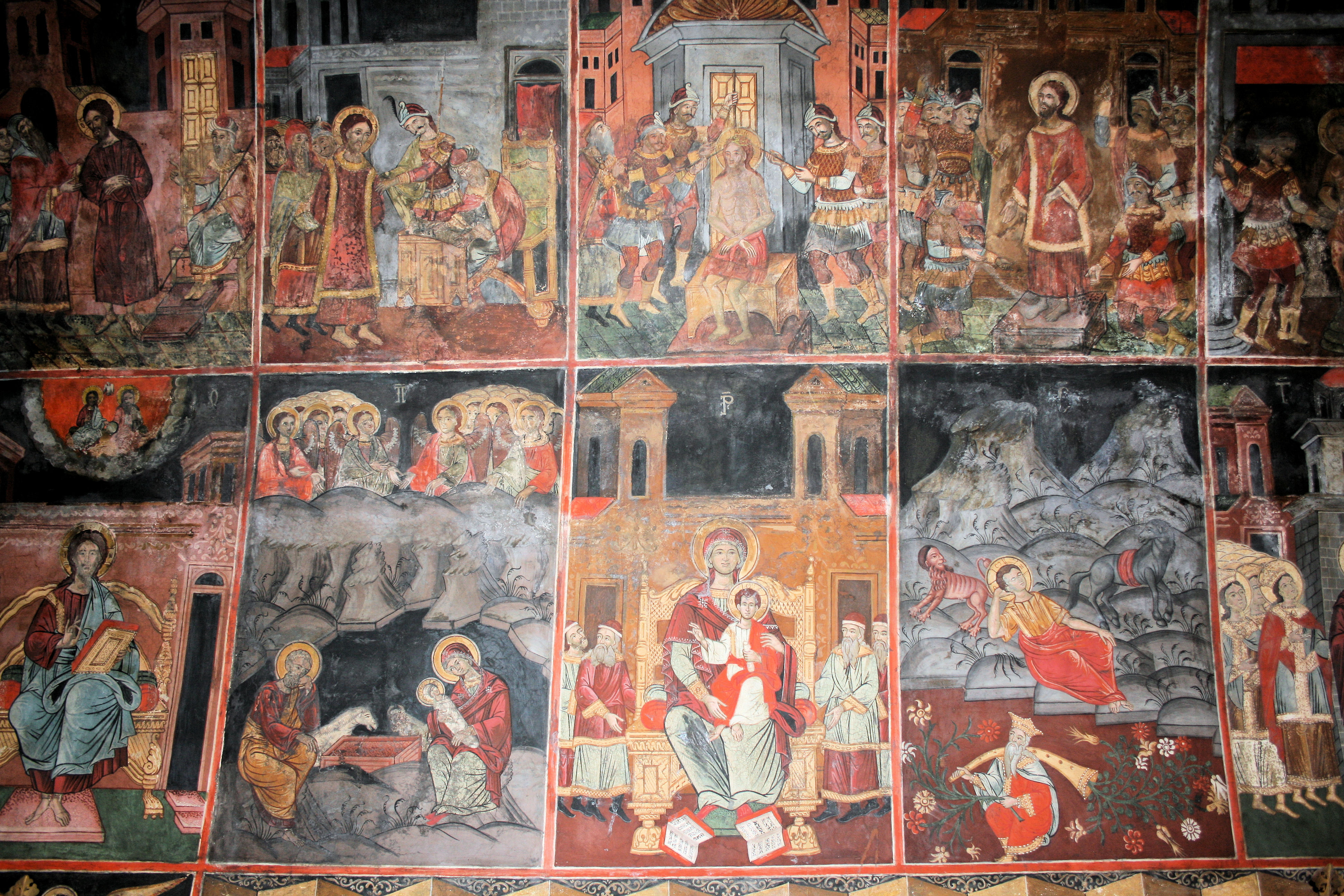
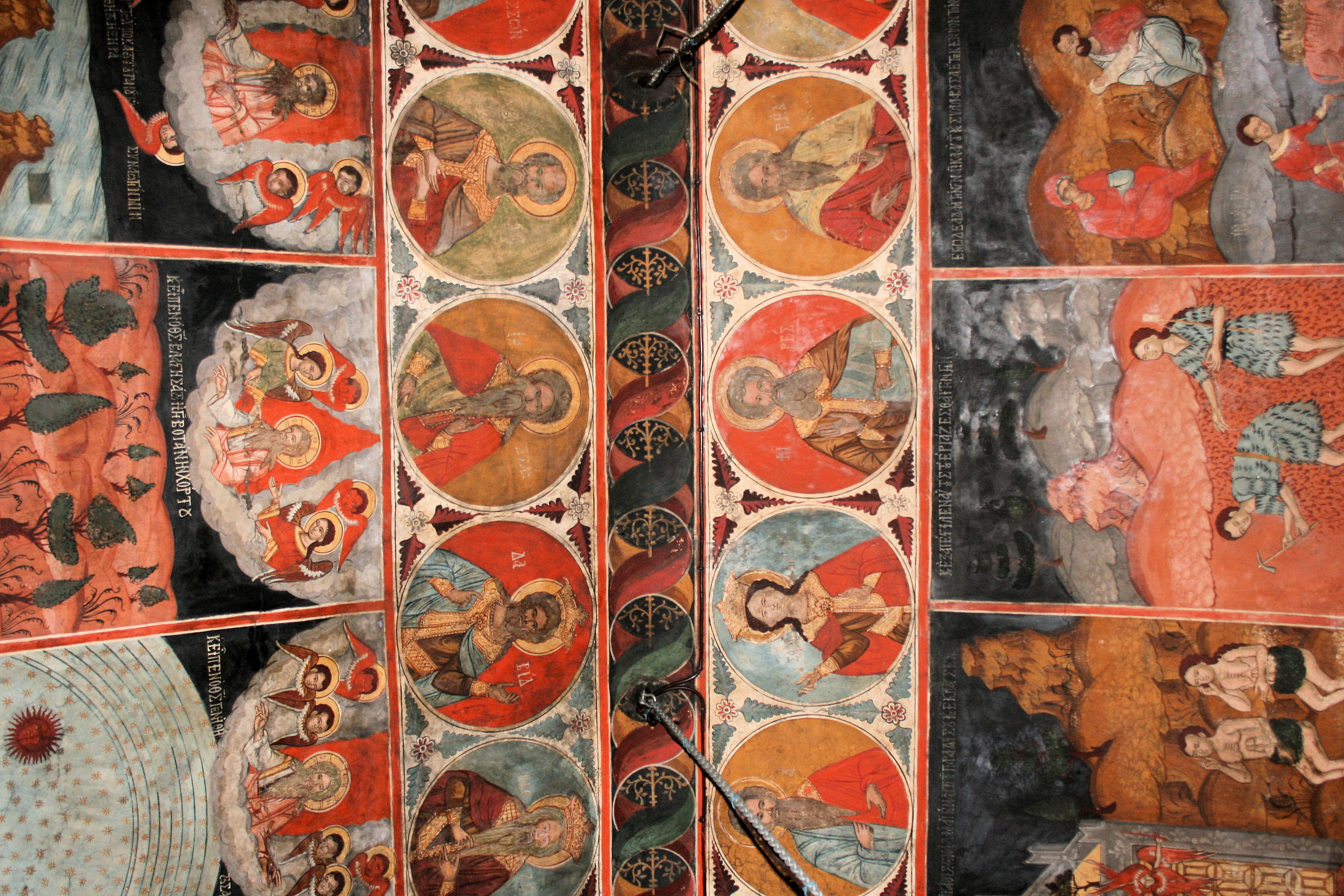